# Alan Greenspan
Alan Greenspan (New York, 1926. március 6. –) amerikai gazdaságtudós, 1987. augusztus 11-étől 2006. január 6-áig a Federal Reserve System Kormányzótanácsának elnöke.

## Tanulmányai és magánélete
Greenspan 1926-ban magyar zsidó családban született New Yorkban, a Washington Heights kerületben. Korábban zenész akart lenni, szülővárosában a híres Juilliard School nevű zeneiskolába járt. Szaxofonozott és klarinétozott, Benny Goodman volt a példaképe.
1944-ben közgazdasági tanulmányokba kezdett, amit 1950-ben a New York Egyetemen MSc. fokozattal zárt le. Ezt követően rövid ideig a Columbia Egyetemen tanult. 1977-ben PhD.-t szerzett a New York Egyetemen. 2005-ben tiszteletbeli doktorrá avatták ugyanott.
Greenspan pénzpolitikai páfyafutása 1953-ban kezdődött a "Townsend-Greenspan & Co" nevű tanácsadócéggel. Az 1967-es amerikai elnökválasztási küzdelemben Richard Nixont támogatta, aki később 1974-ben Greenspant a Council of Economic Advisers (Gazdasági Tanácsadók Tanácsa) élére nevezte ki.
2007-ben megjelent könyve A zűrzavar kora címmel.
Alan Greenspan a 2008-as amerikai elnökválasztási küzdelemben John McCaint támogatta.

## A Federal Reserve (FED) elnöke
Greenspan a FED elnökeként nemzetközi tekintélyre tett szert. Négy amerikai elnök alatt töltötte be ezen pozíciót. Híres mondásainak egyike így hangzik: "A pénzpolitika nem gyakorlati tudomány, hanem művészet!"
Az amerikai központi bank élére Ronald Reagan nevezte ki. Reagan hivatalbeli utódai George H. W. Bush, Bill Clinton és George W. Bush egyaránt nagy tisztelettel tekintettek Greenspanra.
Az amerikai jelzáloghitel-válság komolyan foglalkoztatja, megírta új könyvét, mely 2008 novemberében jelent meg Magyarországon A zűrzavar kora címmel.
A 2010-ben készült Bennfentesek (Inside Job) című, Oscar-díjas filmben a 2008-as gazdasági világválság kirobbanásának egyik fő okozójának jelölték meg. Ő volt az, aki a jelzáloghitelezés szigorúbb szabályozását szabotálta, ez vezetett ahhoz, hogy 2008-ban összeomoljon az amerikai jelzáloghitel piac, amely aztán kihatással lett az egész világra.

## Magyarul megjelent művei
- A zűrzavar kora. Kalandozások az új világban; ford. J. Füstös Erika, Csahók Mónika; HVG Könyvek, Bp., 2008
- A zűrzavar kora. Kalandozások az új világban; ford. J. Füstös Erika, Csahók Mónika; 2. bőv. kiad.; HVG Könyvek, Bp., 2009